# یواس‌اس ال‌اس‌تی-۳۴۵
یواس‌اس ال‌اس‌تی-۳۴۵ (به انگلیسی: USS LST-345) یک کشتی بود که طول آن ۳۲۸ فوت (۱۰۰ متر) بود. این کشتی در سال ۱۹۴۲ ساخته شد.